# Mikko Erich
Mikko Erich (tidigare Michael Wilhelm Erich), född 6 december 1888 i  Åbo, död 28 december 1948 i Vichtis, var en finländsk jurist och politiker.
Han tjänstgjorde som föreståndare för folkhögskolor och arbetsinstitut på olika håll i Finland mellan 1908 och 1925 och verkade efter avlagd juris kandidatexamen 1924 som advokat. Under krigsansvarighetsprocessen 1945–1946 var han Väinö Tanners försvarsadvokat. 
År 1919 invaldes Erich i riksdagen och tillhörde samlingspartiets riksdagsgrupp till 1922. Från 1930 till 1932 och från 1939 till 1945 tillhörde han den socialdemokratiska riksdagsgruppen. Han gjorde sig känd för sina oförvägna angrepp på Lapporörelsen under Mäntsäläupproret. Därför blev han föremål för antisemitiska påhopp och avbildades som "bolsjevikjude" i det högerextrema organet Ajan Suunta. 
Han var bror till Rafael Erich.